# 동브로바구르니차

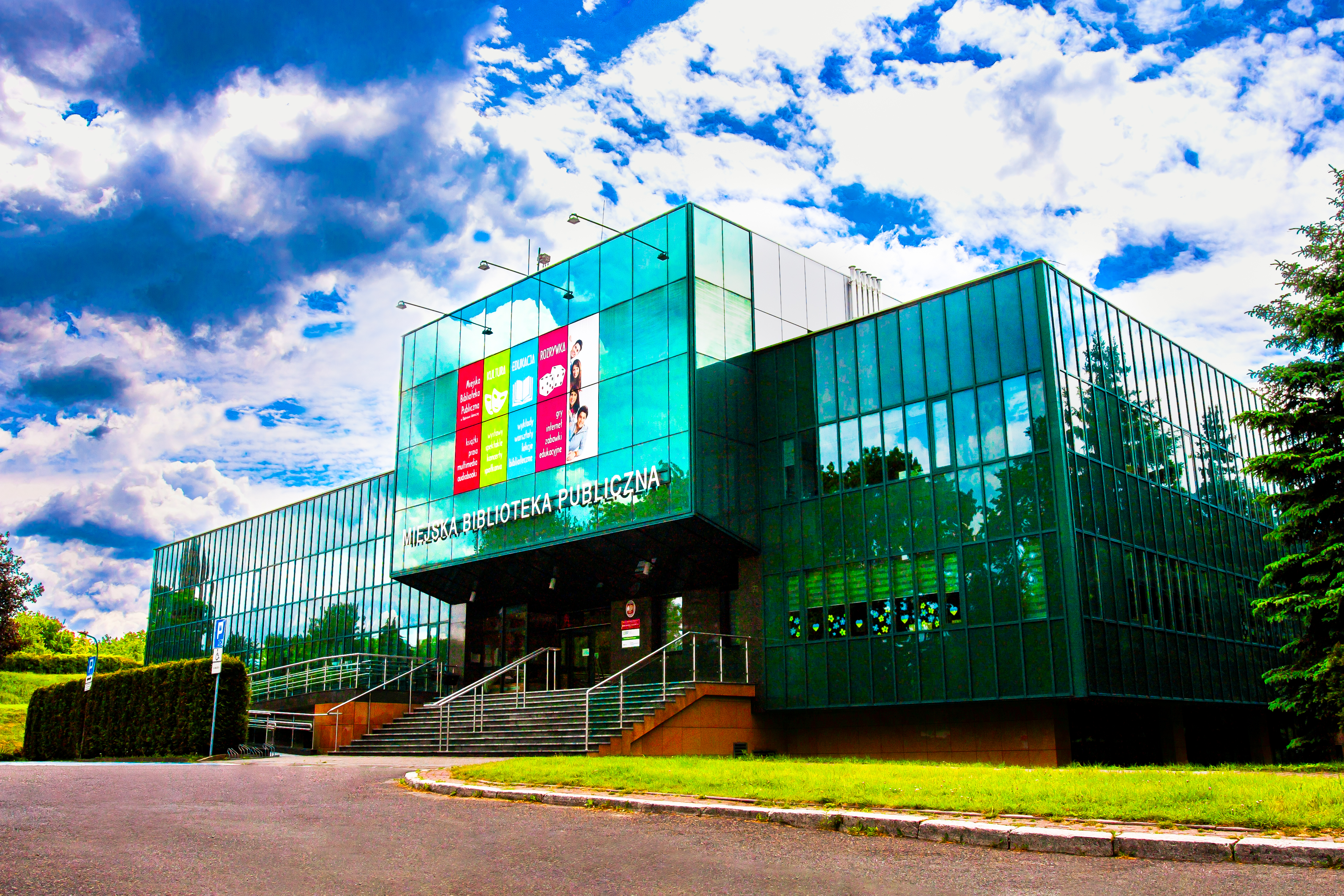
동브로바구르니차 시립 도서관

동브로바구르니차(폴란드어: Dąbrowa Górnicza)는 폴란드 남부 실롱스크주에 위치한 도시로, 면적은 188km2, 인구는 128,040명(2008년 기준), 인구 밀도는 680명/km2이다. 카토비체와 소스노비에츠 인근에 위치한다.

시기
시 문장

## 자매 도시
- 우크라이나 알체우스크